# Бівер (Західна Вірджинія)
Бівер (англ. Beaver) — переписна місцевість (CDP) в США, в окрузі Релей штату Західна Вірджинія. Населення — 1129 осіб (2020).

## Географія
Бівер розташований за координатами 37°44′20″ пн. ш. 81°9′8″ зх. д. / 37.73889° пн. ш. 81.15222° зх. д. (37.738837, -81.152291).  За даними Бюро перепису населення США в 2010 році переписна місцевість мала площу 11,37 км², з яких 11,28 км² — суходіл та 0,08 км² — водойми.

## Демографія
Згідно з переписом 2010 року, у переписній місцевості мешкало 1308 осіб у 553 домогосподарствах у складі 367 родин. Густота населення становила 115 осіб/км².  Було 663 помешкання (58/км²).
Расовий склад населення:
| - 97,7 % — білих - 0,8 % — чорних або афроамериканців - 0,2 % — корінних американців - 0,2 % — азіатів |

До двох чи більше рас належало 0,5 %. Частка іспаномовних становила 0,9 % від усіх жителів.
За віковим діапазоном населення розподілялося таким чином: 20,6 % — особи молодші 18 років, 62,1 % — особи у віці 18—64 років, 17,3 % — особи у віці 65 років та старші. Медіана віку мешканця становила 40,5 року. На 100 осіб жіночої статі у переписній місцевості припадало 99,7 чоловіків;  на 100 жінок у віці від 18 років та старших — 95,5 чоловіків також старших 18 років.
Середній дохід на одне домашнє господарство  становив 52 430 доларів США (медіана — 49 147), а середній дохід на одну сім'ю — 59 247 доларів (медіана — 49 456). За межею бідності перебувало 5,9 % осіб, у тому числі 10,8 % дітей у віці до 18 років та 0,0 % осіб у віці 65 років та старших.
Цивільне працевлаштоване населення становило 688 осіб. Основні галузі зайнятості: будівництво — 37,5 %, роздрібна торгівля — 23,5 %, публічна адміністрація — 15,4 %, освіта, охорона здоров'я та соціальна допомога — 13,1 %.